# Олександър Турчинов
Олекса̀ндър Валентѝнович Турчѝнов (на украински: Олександр Валентинович Турчинов) е украински политик, временно изпълняващ длъжността Президент на Украйна за периода 22 февруари 2014 – 7 юни 2014 г. и председател на Върховната рада. От 26 февруари 2014 е главнокомандващ въоръжените сили на Украйна.
Доктор на икономическите науки, професор. Автор е на научни статии и монографии, посветени на изследвания на корупцията, сивата икономика, тоталитаризма. През 2004 г. публикува трилъра „Илюзия на страха“ и сценария за едноименния филм.